# Riddick
Richard B. Riddick eller bare Riddick er hovedfiguren i Riddick-serien, der består af Pitch Black (2000), The Chronicles of Riddick (2004) og Riddick (2013), den animerede film The Chronicles of Riddick: Dark Fury, samt de to computerspil The Chronicles of Riddick: Escape from Butcher Bay og The Chronicles of Riddick: Assault on Dark Athena.
Figuren spilles af spillet Vin Diesel.